# Idiocera pallens
Idiocera pallens là một loài ruồi trong họ Limoniidae. Chúng phân bố ở miền Cổ bắc.